# Super Mario Maker 2
Super Mario Maker 2 (japanischer Originaltitel: スーパーマリオメーカー 2, Hepburn: Sūpā Mario Mēkā 2, offizielle Abkürzung: SMM2) ist ein Side-Scroller-Level-Editor-Videospiel des Jump-’n’-Run-Genres, das von dem japanischen Spielentwickler Nintendo entwickelt und am 28. Juni 2019 exklusiv für die Nintendo Switch veröffentlicht wurde.
Wie im Vorgänger Super Mario Maker können Spieler ihre eigenen Super-Mario-Level erstellen und anschließend hochladen. Super Mario Maker 2 orientiert sich spielerisch an seinem Vorgänger, bringt jedoch zahlreiche neue Gameplay-Elemente und Gegner aus diversen Mario-Spielen, vorrangig aus Super Mario 3D World, mit ins Spiel.

## Spielprinzip
Das Spielprinzip von Super Mario Maker 2 basiert weitgehend auf dem seines Vorgängers Super Mario Maker. Man kann seine eigenen Level erstellen und hochladen oder die Level von anderen spielen. Im Offline-Modus stehen über 100 von Nintendo selbst erstellte Level zum Spielen bereit, die auch zur Inspiration dienen.

### Mehrspieler-Funktionen
Eine Neuheit im Vergleich zu Super Mario Maker ist, dass es nun einen Koop-Modus gibt, bei dem bis zu zwei Spieler gleichzeitig an einem Level arbeiten können und der Online-Modus namens „Vernetztes Spielen“, der die beiden Spielmodi „Miteinander“ und „Gegeneinander“ enthält, bei denen bis zu vier zufällig ausgewählte Spieler in zufällig ausgewählten Leveln mit- bzw. gegeneinander spielen. Nach Abschluss des Levels können die Spieler zwischen „Buh“, „Mittel“ und „Toll“ anonym bewerten, wie sehr das soeben gespielte Level ihrer Meinung nach für den jeweiligen Modus geeignet war. Seitens Nintendo gab es (Stand: Oktober 2019) noch keine Aussage darüber, ob die Bewertungen Einfluss darauf haben, wie oft das bewertete Level in den Spielmodi drankommt.
Anders als beim Vorgänger können in Super Mario Maker 2 Level auch negativ („Buh“) statt nur positiv („Toll“) bewertet werden. Negative Bewertungen werden jedoch nicht angezeigt.
Seit Version 1.1.0 können die Level auch online mit Freunden gespielt werden.

### Neue Grafikstile
In Super Mario Maker 2 steht dem Spieler im Vergleich zum ersten Teil ein neuer Grafikstil im Stil von Super Mario 3D World zur Auswahl, sodass das Spiel nun insgesamt über fünf verschiedene Grafikstile verfügt.

### Endlos-Herausforderung
Während es beim Vorgänger den Modus 100-Mario-Herausforderung gab, bei dem der Spieler mit 100 nach Verlieren nicht wieder erhöhbaren Versuchen eine je nach Schwierigkeitsgrad vorgegebene Anzahl an Leveln bewältigen musste, wurde dieser Modus in Super Mario Maker 2 durch die Endlos-Herausforderung ersetzt, bei der der Spieler mit fünf erhöhbaren Versuchen startet und so viele Level wie möglich bewältigen muss. Die auswählbaren Schwierigkeitsgrade bestimmen nun nur noch die Schwierigkeitsgrade in Abhängigkeit von der Abschlussrate der Level und nicht mehr, wie viele Level zu bewältigen sind, da in der Endlos-Herausforderung eine theoretisch unbegrenzte Anzahl an zufällig ausgewählten Leveln existiert.

### Welten und Super-Welten
Seit der Version 3.0.0 können über den Menüpunkt „Welt bauen“ eigene Weltkarten (Super-Welt, englisch Super World) im Stil der Spielwelt von Super Mario World erstellt werden. Die Bezeichnung Super World leitet sich ebenfalls vom Namen des Spiels Super Mario World ab, indem der Name Mario einfach durch den Benutzernamen des Spielers ersetzt wird. Eine einfache Welt – im Sinne eines Abschnitts – kann aus bis zu 5 Leveln bestehen, die über Wege miteinander verbunden sind. Eine Welt hat stets die Größe von 7 × 4 Feldern. Auf einem leeren Feld kann nur ein Weg – mit oder ohne Level – oder ein Dekorationselement (beispielsweise ein Hügel, ein Felsbrocken oder eine Pyramide) platziert werden. Bis zu 8 Welten können zu einer Super-Welt zusammengefasst werden. Somit sind bis zu 40 Level in einer Super-Welt möglich. Außerdem können in jeder Welt noch bis zu 3 Bonushäuschen eingebaut werden. Der Start- und Endpunkt einer Welt muss über mindestens einen Pfad miteinander verbunden sein. Es können aber auch zusätzliche Wege mit optionalen Leveln und pro Welt auch eine Abkürzung in Form von zwei miteinander verbundenen Röhren angelegt werden. Im Gegensatz zum originalen Spiel Super Mario World können Level nicht mehrere Ausgänge besitzen und es sind keine Röhren-Verbindungen zwischen zwei verschiedenen Welten möglich. Insgesamt können 6 Super-Welten gespeichert werden. Eine Super-Welt kann mit anderen Spielern geteilt und von diesen bewertet werden.

## Ankündigung
Super Mario Maker 2 wurde erstmals am 13. Februar 2019 im Rahmen einer Nintendo Direct in Form eines Announcement-Trailers für Juni 2019 angekündigt. Der Trailer wurde noch am selben Tag auf dem offiziellen YouTube-Kanal von Nintendo veröffentlicht und bis zum 20. Juni 2019 über 3,9 Millionen Mal angeklickt. In einem Trailer zum Erscheinungsdatum wurde das Spiel schließlich für den 28. Juni 2019 angekündigt.
Das Spiel ist auch in einer limitierten Edition erhältlich, die ein Steel Book im Super-Mario-Maker-2-Design und eine 12-monatige Mitgliedschaft bei Nintendo Switch Online enthält. Wer diese limitierte Version des Spiels vor der offiziellen Veröffentlichung vorbestellte oder im Nintendo eShop herunterlud, erhielt einen Touchpen im Super-Mario-Maker-2-Design zum Spielen im Handheld-Modus.

## Rezeption
Schon vor der offiziellen Veröffentlichung von Super Mario Maker 2 wurde von diversen Fachzeitschriften kritisiert, dass man den Online-Modus des Spiels nicht mit seinen Freunden, sondern nur mit zufällig ausgewählten Spielern bestreiten konnte. Es war nur möglich, Level mit Freunden zu spielen, wenn man entweder lokal an einer Nintendo Switch oder im selben Netzwerk spielt. Im Rahmen von Nintendos Treehouse-Events am 11. Juni 2019 kündigte Nintendo jedoch an, dies zu ändern und den Online-Modus so auch mit Freunden spielbar zu machen. Am 11. Juni 2019 bestätigte Nintendo diese Information auf Twitter. Mit dem Update zur Version 1.1.0 am 2. Oktober 2019 wurde diese Funktion schließlich ins Spiel integriert.
Der Offline-Modus des Spiels war bereits während Nintendos Treehouse-Event am 11. Juni 2019 spielbar. Gelobt wurden von vielen Testern insbesondere die cleveren Ideen, die in den von Nintendo vorgefertigten Leveln miteingebunden wurden.
Kritisiert wird von vielen Spielern, dass im Online-Modus häufig (Input-)Lags und starke Einbrüche in der Spielgeschwindigkeit, die sich auf alle Teilnehmer der Online-Partie auswirken, vorkommen, was daran liegt, dass Nintendo auf Peer-to-Peer-Verbindungen setzt, wodurch sich eine einzige schlechte Verbindung auf alle Netzwerk-Teilnehmer negativ auswirkt. An den ausgesuchten Leveln wird häufig kritisiert, dass diese nicht auf den Online-Modus ausgelegt sind.
Super Mario Maker 2 erhielt hauptsächlich positive Bewertungen von verschiedenen Fachmagazinen. Auf der Website Metacritic, die Bewertungen aggregiert, erhielt das Spiel, basierend auf 97 Bewertungen, eine Wertung von 88 %. Nintendo Life bewertete das Spiel mit 10 von 10 möglichen Punkten.

### Verkaufszahlen
Im japanischen Einzelhandel wurden in der ersten Verkaufswoche rund 200.000 Einheiten von Super Mario Maker 2 verkauft. Downloads nicht miteinberechnet, kamen in der zweiten Verkaufswoche etwa 85.000 Verkäufe hinzu. Bis zum 30. Juni 2019 konnten etwa 2,42 Millionen Exemplare abgesetzt werden, womit das Spiel zu einem der meistverkauften für Nintendos Switch-Konsole avancierte. Bis zum 27. Januar 2021 wurde das Spiel  etwa 7,15 Millionen Mal verkauft.